# Cordy Milne
Cordy Milne, właśc. Corydon Clark Milne (ur. 14 kwietnia 1914 w Buffalo, zm. 15 października 1978 w Los Angeles) – amerykański żużlowiec.

## Życiorys

### Kariera sportowa
Trzykrotnie wystąpił w turnieju finałowym indywidualnych mistrzostw świata, w latach 1936 (4. miejsce), 1937 (3. miejsce – brązowy medal) oraz 1938 (6. miejsce).
W latach 1934–1935 oraz 1947-1948 czterokrotnie został indywidualnym mistrzem Stanów Zjednoczonych na żużlu.

### Życie prywatne
Brat Jacka Milne’a, również żużlowca.